# Tulare (Medveđa)
Tulare (Medveđa) (em cirílico: Туларе) é uma vila da Sérvia localizada no município de Medveđa, pertencente ao distrito de Jablanica, na região de Goljak. A sua população era de 170 habitantes segundo o censo de 2011.

## Demografia
| 1948 | 1953 | 1961 | 1971 | 1981 | 1991 | 2002 | 2011 |
| ---- | ---- | ---- | ---- | ---- | ---- | ---- | ---- |
| 460  | 544  | 548  | 479  | 351  | 244  | 166  | 170  |